# Charles Koechlin

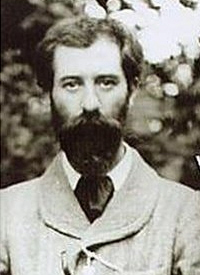
Charles Koechlin

Charles Louis Eugène Koechlin  (n. 27 noiembrie 1867, Paris — d. 31 decembrie 1950, Le Canadel, Var) a fost un compozitor și profesor francez.  

## Biografie
Inițial Koechlin a vrut să urmeze o carieră militară, însă din cauza unei înbolnăviri s-a îndreptat spre muzică. Începând din 1890 a studiat la conservatorul din Paris cu Jules Massenet și André Gédalge (1856–1926). Mai târziu și cu Gabriel Fauré, al cărui asistent a fost din 1898 până 1901. A scris și o serie de cărți de muzică, de exemplu privind orchestrarea. Din 1928 a fost profesor la Universitatea din California din Berkeley. În 1949 primește Grand Prix de la Musique française.

## Opere
Opusul lui cuprinde peste 200 de piese muzicale. Pe lângă piese pentru orchestră, foarte viu instrumentate, Koechlin a mai compus între altele lieduri și muzică de cameră. Pe o perioadă de aproape 40 de ani au apărut mai multe poeme sinfonice după Cartea junglei de Rudyard Kipling:
- Trois poèmes op. 18
- La course de printemps  op. 95
- La méditation de Purun Bhagat op. 159
- La loi de la jungle  op. 175
- Les Bandar-log op. 176

Cu simfonia în șapte părți Seven Stars Symphony op. 132 compusă în 1933, Koechlin le ridică un monument sonor celebrilor oameni de film  (Douglas Fairbanks, Lilian Harvey, Greta Garbo, Clara Bow, Marlene Dietrich, Emil Jannings și Charlie Chaplin).
De asemenea, l-a ajutat pe Claude Debussy la instrumentarea piesei Khamma.  Arhivat în 31 august 2006, la Wayback Machine.